# Barchov (Pardubice)
Barchov é uma comuna checa localizada na região de Pardubice, distrito de Pardubice.